# Wyssozki – Danke, für mein Leben
Wyssozki – Danke, für mein Leben ist ein russischer Film des Regisseurs Pjotr Buslow über den russischen Dichter, Barden und Schauspieler, Wladimir Wyssozki. Das Drehbuch schrieb der Sohn des Dichters, Nikita Wyssozki.
Ursprünglich wurde die Premiere auf den 24. Juli 2011 angesetzt, zum 31. Jahrestag des Todes von Wyssozki; später wurde sie jedoch zum Herbst 2011 verschoben. Dann wurde auf einem Rock-Festival ein neues Datum angesetzt: der 31. Dezember 2011. Am 25. Juli 2011 wurde der zweite Trailer veröffentlicht sowie das endgültige Veröffentlichungsdatum genannt: der 1. Dezember 2011. In Deutschland kam der Film zeitgleich mit der russischen Premiere am 1. Dezember 2011 in einem begrenzten Verleih heraus.

## Handlung
Im Jahre 1979 bereitet der KGB der Usbekischen SSR eine Operation vor, um Organisatoren von illegalen Konzerten in Usbekistan des Betruges zu überführen. Dafür werden zwei Mitarbeiter der Philharmonie von Taschkent vom KGB-Oberst Bechtejew angeworben: die Kassiererin sowie der Organisator solcher Konzerte, Friedman. Die beiden erklären sich bereit, mit dem KGB der Usbekischen SSR zusammenzuarbeiten. Als Zielperson der Operation wird Wladimir Wyssozki ausgesucht.
Derweil hat Wyssozki in Moskau vor, nach Paris zu seiner Frau Marina Vlady zu reisen. Der das Taganka-Theater kuratierende KGB-Mitarbeiter teilt ihm mit, dass nach seinen Konzerten in Ischewsk einige Menschen verhaftet wurden und er nicht nach Usbekistan reisen sollte, wohin er von Friedman eingeladen wurde. Sollte er nach Paris reisen wollen, würde sein Reisepass bald fertig sein. Wyssozki kommt nach Hause, wo er seine Eltern und eine Notrufmannschaft antrifft. Der Arzt versucht, seine Eltern zu überreden, Wyssozki in ein Krankenhaus zwangseinweisen zu lassen, jedoch lehnt Wyssozki das ab. Später bleibt Wyssozki mit seinem Freund und „Touragenten“, Pawel Leonidow, sowie mit seiner neuen Passion, Tanja Iwlewa, in der Wohnung. Leonidow versucht, Wyssozki zu den Konzerten in Usbekistan zu überreden, obwohl er weiß, dass seine Gesundheit stark angeschlagen ist. Tanja ist generell dagegen, weil sie denkt, dass Leonidow von Wyssozki bloß profitieren will.
Letztendlich verreist die Gruppe um Wyssozki nach Taschkent: neben Wyssozki und Leonidow zusätzlich noch sein Freund und Schauspielkollege Sewa Kulagin sowie sein Arzt Anatoli Nefjodow. Sie tun vergnügt und aufgeregt, doch wenn der Barde nicht dabei ist, fangen sie sofort an, wegen Wyssozkis Gesundheitszustand zu zanken. Als sie nach Taschkent ankommen, treffen sie auf Friedman, der sofort vorschlägt, nach Moskau zurückzufliegen. Jedoch lehnt Wyssozki das ab und die Gruppe reist nach Buchara, wo sie im Hotel Sarafschan unterkommt. Am Abend stellen sich bei Wladimir Wyssozki Drogenentzugserscheinungen ein; es wird ein Krankenwagen gerufen, doch der Notarzt lehnt es ab, dem Barden Drogen zu geben (diese werden in Wyssozkis Umgebung stets nur „Medikamente“ genannt). Nefjodow schafft es durch einen Trick, eine Ampulle beim Arzt zu stehlen, jedoch ist es zu wenig für die geplante Konzertreihe. Der einzige Weg ist, ohne Wyssozkis Wissen Tanja Iwlewa aus Moskau zu bestellen, die eine Packung mit den Ampullen mitbringen soll. Der KGB-Mann Bechtejew, der das Hotelzimmer per Lauschangriff überwacht, befiehlt seinen Mitarbeitern, Tanja Iwlewa, die aus Moskau kommt, abzufangen.
Jedoch kommt Tanja nicht mit einem Linienflug, sondern mit einem militärischen Transportflugzeug. Sie heuert einen Fahrer am Flughafen von Taschkent an, um nach Buchara zu kommen. Der Fahrer, ein Usbeke, versucht unterwegs, Tanja zu vergewaltigen – was jedoch von Bechtejew verhindert wird, der dem Wagen folgt. Als der Fahrer in einem Dorf Halt macht, wird er von Bechtejew bedroht, für den Fall, dass Tanja irgendwas zustoßen sollte. Als der Fahrer Tanja vor Buchara absetzt, fährt sie mit dem Bus weiter – wird dann jedoch verhaftet und zu Bechtejew gebracht. Dieser will wissen, für wen die Drogen bestimmt sind. Tanja besteht darauf, dass sie für ihren Eigenbedarf sind. Bechtejew bittet sie um eine schriftliche Aussage und behält ihren Pass, lässt sie jedoch frei.
Derweil finden in Buchara mehrere Konzerte von Wyssozki statt. Es kostet ihn viel Mühe, das erste Konzert zu absolvieren, bei dem er sich völlig verausgabt. Sewa und der Arzt Nefjodow sorgen sich um den Barden, der gleich auf der Bühne zusammenbrechen könnte. Währenddessen teilen sich Friedman und Leonidow den Erlös des Konzertes und verbrennen die Kartenabrisse – was bedeutet, dass dieses Konzert illegal ist, und die Organisatoren behalten den kompletten Erlös.
Beim zweiten Konzert am gleichen Tag kommt ein angesehener usbekischer Parteikader, der geradezu unterwürfig von Friedman empfangen wird. Sewa Kulagin macht sich starke Sorgen um Wyssozkis Gesundheit, doch Friedman und Leonidow pochen auf das Konzert. Sewa ergreift die Initiative, schiebt einen Flügel auf die Bühne und fängt an, Wyssozkis Lieder zu singen; dafür wird er vom Publikum ausgebuht. Wyssozki betritt die Bühne und verlangt, dass das Ausbuhen sofort aufhört. Anschließend beginnt er seinen eigenen Auftritt. Am Ende des Konzerts bricht er zusammen, so dass das letzte Lied vom Band gespielt werden muss. Als erster beginnt der anwesende hohe Parteikader, zu applaudieren, der Saal greift seinen Applaus auf.
Oberst Bechtejew hat vor, Wyssozki gleich nach dem Konzert zu verhaften. Doch diese Operation wird von seinem Chef, dem usbekischen KGB-General, gestoppt, der ihn zur Vorsicht ermahnt: „Kann ein hohes ZK-Mitglied auf einem Konzert eines drogensüchtigen Verbrechers gewesen sein?“
Der KGB-Kurator des Taganka-Theaters kommt nach Usbekistan und schlägt Bechtejew vor, Tanja Iwlewa beim Abflug aus Taschkent zu verhaften.
Am nächsten Tag geht es Wyssozki besser und man geht zusammen zum Markt. Dort spielt Wyssozki, als Usbeke verkleidet, eine improvisierte Vorstellung, was dazu führt, dass Sewa Kulagin, der einen Teppich kaufen wollte, statt 250 Rubel nur noch 180 zahlen muss.
Nach der Rückkehr ins Hotel wird Sewa von Marina Vlady aus Paris angerufen, die verlangt, Wyssozki zu sprechen. Als Nefjodow Wyssozki anruft, um ihn vorzuwarnen, hört er Tanjas Schreie – Wyssozki ist gestorben. Alle Versuche, ihn wiederzubeleben, scheitern. Man entschließt sich, Wyssozki eine Adrenalinspritze in die Halsschlagader zu geben. In dieser Zeit zwischen Leben und Tod hat Wyssozki einen Traum, in dem seine zweite Frau und seine beiden Kinder in einem Taxi im Dreck steckengeblieben sind. Gegen Ende des Traums schiebt er den Wagen aus dem Dreck und erwacht zum Leben.
Die KGB-Mitarbeiter, die das Hotelzimmer überwachen, berichten Bechtejew, dass Wyssozki tot sei. Bechtejew erteilt den Befehl, das Hotel abzuriegeln und die Telefone abzuschalten, und fährt nach Buchara. Jedoch ist Wyssozki, als Bechtejew ankommt, wieder am Leben. Bechtejew belauscht das nächtliche Gespräch von Wyssozki und Iwlewa, wird jedoch vom Taganka-Kurator unterbrochen, der nach wie vor verlangt, Iwlewa zu verhaften. Bechtejew dringt bei Leonidow ein, beschlagnahmt die Drogen und befiehlt ihm, sofort nach Moskau abzureisen. In der Nacht sprechen Tanja und Wyssozki über das Leben und die Dichtkunst; Sewa Kulagin und der Arzt Nefjodow betrinken sich angesichts des erlebten Wunders.
Am Morgen treffen alle am Flughafen von Taschkent ein. Tanja wird ohne Pass nicht eingecheckt; die Mitarbeiterin von Aeroflot schickt Wyssozki zu Bechtejew, der diesen Befehl erteilt hatte. Bechtejew unterbreitet ihm das Angebot, Iwlewa in Taschkent zurückzulassen, was Wyssozki jedoch ablehnt, weil er sich nicht vom KGB erpressen lassen will. Während des Gesprächs stürmt Friedman hinein und verbrennt die Kartenabrisse vor Bechtejew, um Farbe zu bekennen und die Beweise gegen Wyssozki zu vernichten. Bechtejew ist beeindruckt und gibt Wyssozki Tanjas Pass zurück. Auf dem Rückflug beginnt Wyssozki, ein neues Gedicht auf der Rückseite einer Zigarettenpackung zu schreiben.
Derweil zerreißt Bechtejew gleich auf dem Rollfeld die Ermittlungsakte gegen Tanja und den Konzertveranstalter Friedman.
Im Abspann wird erzählt, dass Wyssozki genau ein Jahr nach seinem klinischen Tod in Buchara verstorben ist, am 25. Juli 1980.

## Darsteller
- Sergei Besrukow – Wladimir Wyssozki (Stimme von Nikita Wyssozki); Jura, Kollege von Wladimir Wyssozki (nach der realen Person Waleri Solotuchin)[4]
- Oxana Akinschina[5] – Tatjana Iwlewa (nach der realen Person Oksana Afanasjewa)
- Iwan Urgant— Sewa Kulagin, Freund und Schauspielerkollege von Wyssozki (nach den realen Personen Iwan Dychowitschny und Wsewolod Abdulow)
- Andrei Smoljakow – Wiktor Michajlowitsch Bechtejew, Oberst des KGB
- Maxim Leonidow – Pawel Leonidow, Impresario, Freund und Verwandter von Wyssozki
- Andrei Panin – Anatolij Nefjodow, persönlicher Arzt von Wyssozki (nach der realen Person Anatolij Fedotow)
- Wladimir Iljin – Kurator des Taganka-Theaters, Oberst des Moskauer KGB
- Dmitri Astrachan – Leonid Friedman, Organisator von Konzerten in Usbekistan
- Anna Ardowa – Isabella Jurjewna, Direktorin des Kulturpalasts
- Wladimir Menschow – Regisseur des Taganka-Theaters (aus der Endfassung geschnitten; nach der realen Person Juri Ljubimow)
- Alla Pokrowskaja – Nina Maximowna, Mutter von Wyssozki
- Sergei Schakurow – Semjon Wladimirowitsch, Vater von Wyssozki
- Marina Alexandrowa – Ljudmila Abramowa, zweite Ehefrau von Wyssozki

Die Macher des Films hielten den Namen des Schauspielers, der die Hauptrolle spielte, viele Monate lang nach dem Kinostart des Films geheim. Im Abspann wird nur der Name „Wladimir Wyssozki“ genannt. Sohn, Drehbuchautor und Produzent Nikita Wyssozki kommentierte es wie folgt: »Wir nennen den Namen des Schauspielers nicht und geben ihn nicht im Abspann an, damit dort niemand steht, damit der Charakter von Wyssozki für sich steht.«.

## Dreharbeiten
Ursprünglich hieß der Film „Der schwarze Mann“, als Regisseur und Drehbuchautor wurde Igor Woloschin verpflichtet. Später wurde der Film an den Regisseur Pjotr Buslow übergeben. Woloschin selbst behauptet, er hätte den Film aus persönlichen Gründen selbst abgegeben.
Die Dreharbeiten dauerten fünf Jahre, über 100 Drehtage lang. Während der Finanzkrise wurden die Dreharbeiten gestoppt, dann wieder fortgeführt. Der Film kostete 12 Millionen Dollar.
Der Charakter von Wyssozki wurde mit Hilfe eines hochentwickelten Make-ups aus Silikon sowie CGI-Technologien erreicht. Die Gesichtsmaske wurde innerhalb von 6 Monaten entwickelt. Die Schminkprozedur des Hauptdarstellers dauerte jeden Tag zwischen 4 und 6 Stunden; das Abschminken dauerte 1,5 Stunden. Der Schauspieler kam an den Set bereits fertig geschminkt; in den Dienstanweisungen stand statt seines eigenen Namens stets „Wyssozki“.
Später gab Sergei Besrukow in mehreren Interviews zu, dass er der Schauspieler hinter der Maske von Wyssozki war.

## Kinostart
Nach einem für einen russischen Film außergewöhnlich weitreichenden Kinostart auf 1400 Leinwänden war das Einspielergebnis des Films am ersten Wochenende (1.–4. Dezember 2011) über 11 Mio. Dollar. Das ist einer der besten Filmstarts für russische Filme.
Am zweiten Wochenende (8.–11. Dezember 2011) holte der Film weitere 6,4 Mio. Dollar. Somit konnte der Film, der während der ersten 11 Kinotage über 21 Mio. Dollar einbrachte, sowohl das Produktionsbudget (12 Mio. Dollar), als auch das Werbebudget (5 Mio. Dollar) einspielen.
In Deutschland wurde der Film ebenfalls am 1. Dezember 2011 vom Kinostar Filmverleih in einer limitierten Anzahl von Kopien und Städten herausgebracht. Es lief sowohl eine russische Fassung mit deutschen Untertiteln als auch eine deutsch synchronisierte Fassung. Die Einspielergebnisse in Deutschland betragen 292.382 Euro.

## DVD und Blu-ray
Am 6. Januar 2012 kam der Film in Russland auf DVD und Blu-ray heraus. Die russischen Ausgaben enthalten eine Making-of-Dokumentation in SD, Interviews der Darsteller sowie vier herausgeschnittene Szenen.
Am 27. April 2012 wurde die deutsche DVD sowie Blu-ray veröffentlicht. Die deutsche Version der Blu-ray hat ein deutlich schlechteres Bild, als die russische Variante. Die deutschen Ausgaben enthalten nur einen deutschen Kinotrailer sowie eine Bildergalerie.
Im Januar 2013 kam in Russland die TV-Langfassung auf BluRay heraus. Der Film wurde zu einem Vierteiler mit der Gesamtlaufzeit von 203 Minuten verlängert. Auch der Titel auf dem Cover der Langfassung wurde verändert: „Wyssozki: Vier Stunden echten Lebens“ („Высоцкий: четыре часа настоящей жизни“), obwohl im Vorspann jeder Serie der Original-Kinotitel verwendet wird. Auch wurde in dieser Version der Name von Sergej Besrukow an erste Stelle in den Credits gesetzt.

## Kritik
Von russischen Kritikern wurde der Film größtenteils negativ aufgenommen. Auch Wyssozkis letzte Frau Marina Vlady hat sich negativ über den Film geäußert, da der Film „Eine Beleidigung für Wyssozky, seine Kunst, sein Andenken sowie unser gemeinsames Leben“ darstelle.
Die Zeit:
„Im Film geht es um einen Liedermacher, der nicht wie etwa Pink Floyd eine fünfzig Meter breite hochtechnisierte Bühne brauchte, um das Publikum zu begeistern, sondern – wie auch zu sehen ist – nur seine Gitarre, seine Stimme und seine Lieder. Dennoch unterlegt Buslow seine Bilder mit Musik wie aus einem Actionstreifen. So gibt es zwar keine Verfolgungsjagden, aber die stampfende und schlagende Musik dazu. Das wendet das Geschehen an manchen Stellen ins Groteske.“
Spiegel Online:
„Anders als bei Filmen wie „Der seltsame Fall des Benjamin Button“ (2008 mit Brad Pitt und Cate Blanchett) ging es bei „Wyssozki“ darum, erstmals ein allseits bekanntes Gesicht zu reproduzieren. Das Experiment kann man nur als gelungen bezeichnen.“